# Polizeiruf 110: Schweineleben
Schweineleben ist ein deutscher Kriminalfilm von Eoin Moore aus dem Jahr 2009. Der Fernsehfilm erschien als 299. Folge der Filmreihe Polizeiruf 110. Der Kommissar Hinrichs ermittelt in seinem 30. Fall. Für seinen Kollegen Tellheim ist es der 6. Fall.

## Handlung
Ein Postbote findet zufällig auf seiner Tour die Leiche von Professors Clemens Taschowski in der Nähe eines Waldsees. Taschowski war lediglich mit einer Badehose gekleidet und ist offensichtlich erfroren. Die ermittelnden Kommissaren Jens Hinrichs und Markus Tellheim haben zunächst Mühe sich in das abgelegene Dagenow hinzufinden. Diverse Ungereimtheiten legen den Verdacht eines Tötungsdelikts nahe. Nach ihren Recherchen gibt mehrere Personen, die ein Motiv gehabt hätten, den Professor umzubringen.
Ein Holländischer Investor plant eine Bio-Schweinemastanlage für 100.000 Tiere, zu der der Geophysiker für eine Tierschutzorganisation ein Gutachten erarbeiten wollte, das sich gegen den Bau gerichtet hätte. So wie es aussieht, wurden diese Unterlagen gestohlen. Irina Schramm, eine aktive Tierschützerin, beschuldigt den „Eisenwolf“ als Handlanger des Investors, Gerrit van Zachten, den Professor umgebracht zu haben. Ihm gehören die alten Schweinemastanlagen aus DDR-Zeiten, die in neue moderne Ställe umgebaut werden sollen, und er ist sehr daran interessiert, dass er das Gelände bald gewinnbringend verkaufen kann. Hinrichs sucht ihn auf, kann aber außer Vermutungen keine konkreten Indizien gegen ihn finden.
Tellheim spricht derweil mit dem Investor Gerrit van Zachten, der angibt, dass er sich mit Taschowski geeinigt habe und seiner Anlage nichts mehr im Wege stünde. Dabei habe ihm Dr. Armin Körber als Anwalt und Berater zur Seite gestanden. Als Abgeordneter des Landtags hat Körber ein Interesse daran die neue Anlage voranzutreiben, die in der strukturarmen Region über hundert neue Arbeitsplätzen schaffen würde. Als die Kommissare Körber befragen, stellt sich heraus, dass er Taschowski schon aus DDR-Zeiten kannte und wusste, dass dieser sein Gutachten vernichtet hatte, weil er in der Nähe der Mastanlage ein Grundstück besitzt und nicht daran interessiert war, sich die Luft von 100.000 Schweinen verpesten zu lassen.
Nach den Ermittlungen von Hinrichs und Tellheim hatte auch die Restaurantbetreiberin Wiebke Perlach von Taschowskis Sinneswandel erfahren. Sie hatte vor, ein Wellnesshotel zu eröffnen, was mit der neuen Mastanlage in der Nachbarschaft nicht mehr vereinbar wäre. Sie gibt zu, so wütend auf Taschowski gewesen zu sein, dass sie ihn aus seinem Bungalow ausgeschlossen hatte, als er schwimmen ging. Sie wollte ihm nur einen Denkzettel verpassen und ahnte nicht, dass dies tödlich enden konnte.

## Hintergrund
Schweineleben wurde am 11. Januar 2009 im Ersten zur Hauptsendezeit erstmals ausgestrahlt.

## Kritik
Rainer Tittelbach von tittelbach.tv kommt zu dem Urteil: „Ein frostiger Hauch kaputter Osten wehte durch die Szenerie.“ Dieser Polizeiruf 110 ist: „Schweinekalt und saugut – doppelt Wehmut kam auf bei diesem Krimi, dem es gelang, Politik und Philosophie unaufdringlich zu verbinden und ein atmosphärisches Bild zwischen Widerstand und Resignation zu zeichnen. Wie so oft im Schweriner ‚Polizeiruf‘ legten sich soziale Befindlichkeiten über den Krimifall.“
Die Kritiker der Fernsehzeitschrift TV Spielfilm vergaben die bestmögliche Wertung (Daumen nach oben) und schrieben: „Komplex, melancholisch, oft todtraurig“.